# Джордан Тауншип (округ Клірфілд, Пенсільванія)
Джордан Тауншип (англ. Jordan Township) — селище (англ. township) в США, в окрузі Клірфілд штату Пенсільванія. Населення — 476 осіб (2020).

## Демографія
Згідно з переписом 2010 року, у селищі мешкала 461 особа в 184 домогосподарствах у складі 134 родин. Було 273 помешкання
Расовий склад населення:
| - 97,6 % — білих - 0,7 % — чорних або афроамериканців - 0,7 % — азіатів |

До двох чи більше рас належало 0,9 %. Частка іспаномовних становила 0,0 % від усіх жителів.
За віковим діапазоном населення розподілялося таким чином: 20,8 % — особи молодші 18 років, 63,6 % — особи у віці 18—64 років, 15,6 % — особи у віці 65 років та старші. Медіана віку мешканця становила 42,7 року. На 100 осіб жіночої статі у селищі припадало 106,7 чоловіків;  на 100 жінок у віці від 18 років та старших — 101,7 чоловіків також старших 18 років.
Середній дохід на одне домашнє господарство  становив 42 970 доларів США (медіана — 39 125), а середній дохід на одну сім'ю — 49 649 доларів (медіана — 49 028). Медіана доходів становила 31 250 доларів для чоловіків та 27 083 долари для жінок. За межею бідності перебувало 16,7 % осіб, у тому числі 22,6 % дітей у віці до 18 років та 19,1 % осіб у віці 65 років та старших.
Цивільне працевлаштоване населення становило 211 осіб. Основні галузі зайнятості: освіта, охорона здоров'я та соціальна допомога — 21,3 %, виробництво — 18,5 %, транспорт — 17,1 %.